# 이병수
이병수(1975년 9월 23일~)은 쌍방울 레이더스에서 뛰었던 전 야구선수다. 1999년 2타수 무안타 1삼진을 기록한 것이 1군 기록의 전부다.

## 출신 학교
- 부천고등학교
- 홍익대학교